# Welsh Marches

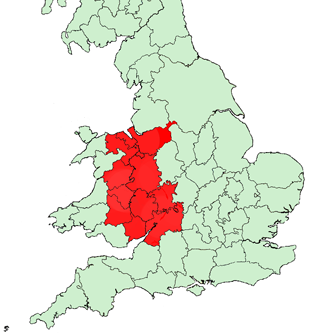
Lage der Welsh Marches in Großbritannien

Die Welsh Marches (walisisch Y Mers) sind eine Landschaft entlang der Grenze zwischen England und Wales. Der Begriff kam im Mittelalter auf, als das Königreich England sich nach Wales ausbreitete und kann mit Walisische Marken übersetzt werden.
Heute bezeichnet man – inoffiziell – mit Welsh Marches die Countys entlang der Grenze zu Wales, vor allem auf englischer Seite. Es handelt sich dabei um Cheshire, Shropshire, Herefordshire (in England) und Monmouthshire (in Wales). Die westliche Hälfte von Gloucestershire (England) als auch Flintshire und Wrexham (Wales) werden manchmal hinzugerechnet.

## Geschichte
In der europäischen Geschichte sind Marken Grenzregionen zwischen Machtzentren. In der englischen Geschichte beziehen sich die Welsh Marches auf das Grenzland zwischen England und Wales, die Scottish Marches auf das Grenzland zwischen England und Schottland. Die Welsh Marches liegen zwischen den walisischen Bergen und den Flusstälern Englands. Die Römer bauten Forts in Chester (castra), Gloucester und Caerleon, eine Kette von Marktflecken mit Garnisonen definierten das Grenzland, so wie Offa’s Dyke die von König Offa von Mercia Ende des 8. Jahrhunderts errichtete Grenze zwischen England und Wales.
Nach der normannischen Eroberung Englands ernannte Wilhelm der Eroberer drei seiner engsten Vertrauten zu Earls of Hereford, Shrewsbury und Chester. Sie sollten Überfälle der Waliser nach England verhindern und hatten selbst das Recht, ihr Territorium durch Eroberung von walisischem Gebiet zu vergrößern. Die normannischen Eroberer errichten zur Sicherung ihrer eroberten Gebiete in den Welsh Marches zahlreiche Motten, einfache, aus Erd- und Holzbefestigungen bestehende Burgen, so dass sich in der Region die größte Konzentration von Motten in Großbritannien befindet. Bedingt durch die begrenzten Mittel der normannischen Adligen konnte keiner der Barone eine Vorherrschaft in Wales erringen, so dass sich die Eroberung von Wales in mehreren Etappen und über zwei Jahrhunderte hinzog, bis sie durch die Eroberung von Wales durch König Eduard I. 1283 abgeschlossen wurde. Durch die jahrhundertelangen Kriege bildete die Bevölkerung der Welsh Marches eine Grenzgesellschaft in jedem Sinne, ein Stempel, der der Region bis zur Industriellen Revolution aufgedrückt war. 
Die von den walisischen Fürstentümern eroberten Gebiete wurden ebenfalls zu den Welsh Marches gezählt, so dass diese, Marchia Wallia genannten Gebiete sich im 13. Jahrhundert zwischen Pembroke in Südwestwales bis nahe bei Chester erstreckten. Die eroberten Gebiete bildeten kleine oder größere Territorien, deren Besitzer Marcher Lords genannt wurden. Ihre Herrschaften des Gebiets unterschieden sich in vielerlei Hinsicht von den übrigen englischen Herrschaften: sie waren geografisch kompakter, unabhängiger in der Rechtsprechung, und hatten besondere Privilegien. Die Marcher Lords bildeten so eine eigene soziale Kaste, durch die Heirat der normannischen Barone mit walisischen Frauen entstand eine cambronormannische Mischkultur. Wilhelm der Eroberer und seine Nachfolger achteten jedoch darauf, dass die Marcher Lords feudale Vasallen des Königs blieben. Der Feudalismus, der sich in England niemals vollständig durchsetzte, fasste in den Welsh Marches Fuß. Die traditionelle Sicht ist, dass die normannische Monarchie dies unterstützte, eine neuere Sicht ist, dass dieses Recht im 11. Jahrhundert allgemeines Recht war, das nach der normannischen Invasion unterdrückt wurde und lediglich in der Mark überlebt hat. Menschen wurden angesiedelt, als sei das Land verlassen, Ritter bekamen eigenes Land mit feudalen Pflichten ihrem normannischen Lord gegenüber. Auch die Städte wurden bevölkert, sie bekamen Marktrecht unter dem Schutz einer normannischen Burg. Bauern gingen in großer Zahl nach Wales, König Heinrich I. holte sie aus der Bretagne, aus Flandern, der Normandie und aus England, um sie in Südwales anzusiedeln. Auf lokaler Ebene waren die Marcher Lords wesentlich stärker von der arbeits- und wehrfähigen Bevölkerung abhängig als im übrigen England, so dass diese dadurch auch in der Lage war, von ihnen sorgfältig festgelegte Freiheiten zu erlangen.
Die Monarchie der Plantagenet zielte auf eine zentralisierte Bürokratie und Rechtsgewalt, mit der lokale Besonderheiten eliminiert wurden – in den Welsh Marches setzten diese Entwicklungen sich nicht durch. Proteste des Grenzadels haben sich in den königlichen Akten erhalten und werfen ein bezeichnendes Licht auf die Natur und den Umfang ihrer Privilegien. Zunehmend gelangten die Baronien der Welsh Marches jedoch in den Besitz von englischen Magnaten, so waren gegen Ende des 14. Jahrhunderts der Duke of Norfolk Lord von Gower und Striguil, der Earl of Warwick Lord von Elfael, der Duke of Gloucester Lord von Caldicot, der Earl of Arundel Lord von Bromfield, Yale, Chirkland, Oswestry und Clun, der Duke of Lancaster Lord von Kidwelly und Monmouth. Aufgrund seiner ausgedehnten Besitzungen in den Welsh Marches – er war Herr von 16 Herrschaften – erhielt Roger Mortimer  1328 den Titel Earl of March. Durch ihre auch in England gelegenen Besitzungen waren diese Magnaten dem König enger verpflichtet.
Das Statut von Rhuddlan, mit dem König Eduard I. die Eroberung von Wales 1283 abschloss, beschränkte sich auf das eroberte Fürstentum Wales, das im Besitz der Krone blieb. Die Privilegien der Marcher Lords und die Sonderstellung der Welsh Marches wurden erst mit den Gesetzen zur Eingliederung von Wales endgültig abgeschafft.

## Quelle
- Lynn H. Nelson: The Normans in South Wales, 1070-1171 (Austin and London: University of Texas Press, 1966)